# كشمش حشفي
الكِشْمِش الحَشَفِيّ نوع نباتي يتبع جنس الكشمش والفصيلة الكشمشية، اسمه العلمي Ribes glandulosum.